# ナイスホリデー木曽路
ナイスホリデー木曽路（ナイスホリデーきそじ）は、東海旅客鉄道（JR東海）が名古屋駅 - 塩尻駅間を中央本線経由で運行していた臨時快速列車である。

## 運行

### 概要
名古屋駅 - 中津川駅間で土曜日・休日に運行される定期列車5705M/5744Mを延長する形で、特定の運転日に1往復が運行される。したがって、平日ダイヤでの運行はない。延長区間の列車番号は8827M/8828Mである。
2015年3月のダイヤ改正以前は、下り列車については東海道本線大垣発名古屋行き快速5502Fから連続して運行されていた。

### 停車駅
名古屋駅 - 金山駅 - 鶴舞駅 - 千種駅 - 大曽根駅 - 勝川駅 - 春日井駅 - 高蔵寺駅 - 多治見駅 -（この間、各駅に停車）- 中津川駅 - 南木曽駅 - 上松駅 - 木曽福島駅 - 藪原駅 - 奈良井駅 - 木曽平沢駅 - 塩尻駅

### 車両
- 313系1300番台（神領車両区所属）

2015年3月のダイヤ改正以前は313系0番台・300番台（大垣車両区所属）が、2012年3月のダイヤ改正以前は311系（大垣車両区所属）が使用されていた。

### 運行日
春から秋の行楽シーズンに運行され、冬季には代わりに「きそスキーチャオ」が名古屋駅 - 藪原駅間で運行される。「きそスキーチャオ」は神領車両区所属の313系1000・1100番台もしくは1500・1600番台のいずれかが使用される。

## 中央西線臨時快速列車沿革

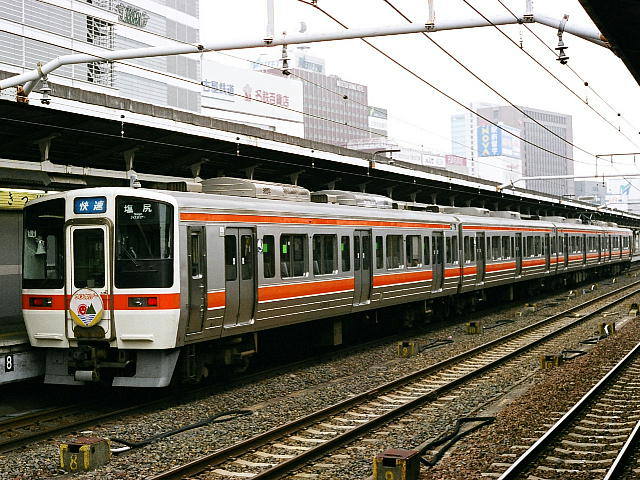
311系4両編成時代
（名古屋駅）

### 赤沢森林 → 御岳赤沢
- 1987年（昭和62年） 「赤沢森林」が名古屋駅・中津川駅 - 木曽福島駅間に設定される。165系を使用。
- 1988年（昭和63年） 運行区間が名古屋駅 - 木曽福島駅間に統一される。
- 1989年（平成元年） この年は下り列車のみの運行。
- 1990年（平成2年） 列車名を「御岳赤沢」に変更。上り列車復活。またこの年の冬シーズンのみ名古屋駅 - 日出塩駅間の設定とされる。
- 1992年（平成4年） この年限りで運行を終了。「ナイスホリデー赤沢森林」に吸収される。

### ナイスホリデー赤沢森林
- 1990年（平成2年） 「ナイスホリデー赤沢森林」が大垣駅 - 木曽福島駅・日出塩駅間に設定される。311系を使用。
- 1991年（平成3年） 運行区間が延長され、大垣駅 - 塩尻駅間となる。
- 1994年（平成6年） この年限りで運行を終了し、「ナイスホリデー木曽路」に移行する。

### ナイスホリデー妻籠・馬籠
- 1990年（平成2年） 「ナイスホリデー妻籠・馬籠」が豊橋駅 - 名古屋駅 - 南木曽駅間に設定される。311系を使用。
- 1992年（平成4年） 運行区間が延長され、豊橋駅 - 名古屋駅 - 木曽福島駅間となる。
- 1993年（平成5年） この年は豊橋駅 - 名古屋駅 - 南木曽駅・木曽福島駅間の設定とされる。
- 1994年（平成6年） 運行区間が再び名古屋駅 - 南木曽駅に統一される。この年限りで運行を終了し、「ナイスホリデー木曽路」に吸収される。

### ナイスホリデー木曽路
- 1995年（平成7年） 定期列車を延長運行する形で、「ナイスホリデー木曽路」が名古屋駅 - 塩尻駅間に設定される。
311系の4両編成で、うち1両が指定席。イベント時などには8両編成（うち2両指定席）とされた。
- 2001年（平成13年） この年の冬シーズンのみ列車名を「ナイスホリデー木曽街道400年」として運行。
- 2006年（平成18年） 313系が投入され、311系と併結の6両編成（うち1両指定席）で運行されるようになる。
- 2008年（平成20年） 指定席が廃止される。
- 2012年（平成24年） 3月17日のダイヤ改正より、313系6両編成に変更される。
- 2014年（平成26年） 7月12日 - 8月3日、南木曽駅 - 十二兼駅間の橋りょうの橋桁が流出した影響で運休となる。
- 2020年（令和2年）新型コロナウィルス感染症拡大の影響により、5月6日の運行が事実上の最終運行となる。これ以後、感染症拡大防止の観点と乗客数減少のため設定されなくなる。